# فرناندو کاوناگی
فرناندو کاوناگی (انگلیسی: Fernando Cavenaghi؛ زادهٔ ۲۱ سپتامبر ۱۹۸۳) بازیکن سابق فوتبال اهل آرژانتین است. او در پست مهاجمی که جلوی دروازه با هر دو پا بازی می‌کرد و در هر محدوده‌ای کارآمد بود.
وی همچنین در تیم‌های ملی فوتبال زیر ۲۰ سال آرژانتین و آرژانتین بازی کرده‌است.